# Il principe felice e altri racconti
Il principe felice e altri racconti (The Happy Prince and Other Tales), tradotto anche come Il principe felice e altre storie e con altri titoli, è una raccolta di cinque racconti per bambini scritta da Oscar Wilde e pubblicata per la prima volta a Londra nel maggio del 1888 con illustrazioni di Walter Crane e Jacomb Hood (al secolo George Percy Jacomb-Hood). I racconti, d'impianto favolistico, furono scritti da Wilde per i figli Cyril e Vyvyan con intento educativo, ma alludono sottilmente alle contraddizioni della morale borghese di epoca vittoriana.

## Racconti
- Il principe felice (The Happy Prince)
- L'usignolo e la rosa (The Nightingale and the Rose)
- Il gigante egoista (The Selfish Giant)
- L'amico devoto (The Devoted Friend)
- Il razzo eccezionale (The Remarkable Rocket)

Nelle edizioni moderne del libro talvolta viene incluso anche il racconto lungo Il fantasma di Canterville (The Canterville Ghost), originariamente non presente nella raccolta.

## Edizioni
(Oscar Wilde, Il principe felice)
- Oscar Wilde, The Happy Prince And Other Tales, London, David Nutt, 1888.
- Oscar Wilde, Il principe felice ed altri racconti, traduzione di Misa, illustrazioni di Walter Crane e Jacomb Hood, Milano, Remo Sandron, 1910, SBN RAV1103680.
- Oscar Wilde, Il principe felice e altre storie, Milano, Mondadori, 1980.
- Oscar Wilde, Il gigante egoista e altre fiabe, I delfini, Fabbri Editori, 2000, pp. 128, ISBN 88-451-7628-2.

## Influenza culturale
Il racconto Il gigante egoista è utilizzato all'interno del film biografico del 1997 Wilde, in cui lo scrittore e sua moglie ne leggono alcuni passaggi ai loro figli, implicando metaforicamente che, come il gigante non spende il suo tempo con i bambini, nemmeno lo scrittore lo faceva preferendo dedicarsi ai suoi amanti.
Il libro compare ripetutamente nei film animati giapponesi della serie Rebuild of Evangelion (2007-2021) in un'edizione inesistente sul mercato e disegnata dalla fumettista Moyoco Anno.